# Agathosma riversdalensis
Agathosma riversdalensis är en vinruteväxtart som beskrevs av Dümmer. Agathosma riversdalensis ingår i släktet Agathosma och familjen vinruteväxter. Inga underarter finns listade i Catalogue of Life.